# Annapurna Devi
Annapurna Devi   (Maihar, 23 d'abril de 1927 - Bombai, 13 d'octubre de 2018) fou una música índia especialitzada en la interpretació i l'ensenyament del surbahar: filla i deixebla del mestre de sitar Allauddin Khan, junt amb el seu germà Ali Akbar Khan (tocador de sarod) i el també sitariste Ravi Shankar, amb el qual estigué casat; com a mestra, Annapurna ensenyà altres instrumentistes indis com Hari Prasad Chaurasia i Nikhil Banerjee.

## Biografia
Nascuda Roshanara Khan a Maihar (districte de Satna, estat de Madhya Pradesh), filla de Madina Begum i anomenada «Ma» per son pare, Allauddin Khan, el qual era llavors música de la cort, va ser el maharaja Baijnath Singh el que li donà el nom hindú d'Annapurna Devi, en honor de la deessa homònima: Khan començà a ensenyar-li música segons la tradició del dhrupad en comprovar la facilitat d'Annapurna per a ensenyar-se, però no li permetia escoltar els seus altres dos deixebles més avançats, son germà Ali Akbar i el jove Ravi Shankar, per a què no es distraguera en escoltar les virtuts dels altres dos i se centrara en interioritzar la seua pròpia música. Per la seua aptitud, son pare li permeté tocar, a banda del sitar, el surbahar, també conegut com a been o «sitar baix», perquè la trobà una successora digna del seu mestre, Wazir Khan de Rampur; a més de música, Baba Khan volgué instruir-la en l'islam, però el fet que el seu primer mestre amaneguera amb la roba bruta li feu perdre tot interés en l'Alcorà, encara que en recordava uns versos.
El 1941, quan encara era adolescent, Devi es casà amb Shankar, i als catorze anys parí llur únic fill, Shubhendra; la relació amb el seu marit es distancià amb el pas dels anys, tant en l'aspecte musical —Devi era més purista, mentre Shankar s'obrí cap a la música occidental— com en el sentimental —Shankar era doner i simultanejà altres relacions— i la parella es divorcià l'any 1962; les poques vegades que actuaren junts, el públic pareixia més favorable a la interpretació d'ella, però en la dècada del 1960 deixà de tocar en públic. Segons el biògraf de Shankar, ell no vulgué que la major destresa musical d'ella deslluïra la carrera d'ell, però Devi tampoc era partidària de gravar discs ni de fer gires internacionals; Devi deixà la vida pública i existixen molt pocs enregistraments d'ella.